# Cautiva (telenovela)
Cautiva es una telenovela mexicana dirigida por Manolo García y producida por Francisco Burillo para la cadena Televisa. Fue emitida por El Canal de las Estrellas del 31 de marzo al 19 de septiembre de 1986. Fue protagonizada por Julio Alemán, Lucy Gallardo, Miguel Ángel Ferriz y Cecilia Toussaint y antagonizada por Claudia Córdova.

## Sinopsis
Javier y Amanda son un matrimonio ejemplar que vive en Monterrey con sus dos hijas, Patricia y Diana. O al menos, aparentan ser ejemplares, porque en realidad el matrimonio está quebrado. Viven separados desde hace mucho tiempo, y Javier solo busca aventuras con otras mujeres mientras Amanda tolera la situación por temor a dañar a sus hijas.
Mientras Patricia es una joven estudiosa y correcta apegada a su madre, su hermana Diana es rebelde y mimada, se pasa todo el tiempo holgazaneando e ideando fechorías junto con su amiga Marcela y sintiendo una extrema adoración por su padre.
Javier está orgulloso de Diana, pues su carácter y determinación son un reflejo para él, en ausencia de un hijo varón que siempre quiso pero que Amanda nunca pudo darle. La sumisa Amanda solo busca reconciliarse con su marido debido al amor que siempre le ha tenido. Sin embargo, cuando se entera de que la amante de su marido es su secretaria Graciela, sufre una crisis nerviosa, que preocupan de sobremanera a Patricia y Aurelia, su fiel sirvienta que siempre la ha acompañado.
La amistad entre Diana y Marcela termina abruptamente después de que se descubre que Diana mato al papá de la misma, a lo largo de la historia Diana hará la vida imposible a todos los que la rodean, mientras que Patricia y su madre deben de buscar la manera de salir de esa vida miserable que las rodea.

## Elenco
- Julio Alemán - Javier Arellano
- Lucy Gallardo - Amanda de Arellano
- Otto Sirgo - Daniel
- Magda Guzmán - Aurelia
- Claudia Córdova - Diana Arellano
- Cecilia Toussaint - Patricia Arellano
- Andrea Ferrari - Marcela
- Silvia Manríquez - Graciela
- Julio Monterde - Andrés
- Sara Guasch - Elvira
- Eduardo Palomo - Enrique
- Miguel Ángel Ferriz - Gilberto
- Miguel Maciá - Jacinto
- Luis Couturier - Marcelo
- Lucero Lander - Mariana
- Ernesto Laguardia - Sergio
- Rocío Yaber - Alicia
- Alejandra Peniche - Gloria
- Eduardo Liñán - Roldán
- Mónica Prado - Sonia
- Pablo Salvatella - Aguilar
- Benjamín Islas - Hernán
- Bárbara Córcega - Carmen
- Blanca Torres - Esperanza
- Antonio Ruiz - Pepe Toño
- Humberto Herrán - Bermeo
- Guillermo Zarur - Rodrigo
- Miguel Gutiérrez - Manuel
- Claudia Ramírez - Gabriela
- Tere Cornejo - Raquel
- Juan Carlos Barreto - Alfonso
- Isaura Espinoza
- Paco Mauri
- Roberto Espriú
- Enrique Barrera - Gustavo
- Ernesto Rivas - Neto

## Premios y nominaciones

### Premios TVyNovelas 1987
| Categoría                 | Nominado     | Resultado |
| ------------------------- | ------------ | --------- |
| Mejor actor experimentado | Julio Alemán | Nominado  |